# Jenny Lindén Urnes
Jenny Ulrika Ulfsdotter Lindén Urnes, född 29 mars 1971, är en svensk företagare. Hon är dotter till Ulf G. Lindén. 
Jenny Lindén Urnes studerade konsthistoria på Heythrop College vid University of London, och tog en kandidatexamen där 1995. Hon har bott i Storbritannien och USA, tills hon 2008 flyttade tillbaka till Sverige. Hennes familj är ägare till Lindéngruppen, där Jenny Lindén Urnes är styrelseordförande. Hon är ordförande i Stiftelsen Färgfabriken.
Jenny Lindén Urnes är gift med Erik Urnes.

## Bolagsengagemang 2015-03-13
- Kungshammaren Aktiebolag, styrelseledamot, ordförande
- Höganäs Aktiebolag, styrelseledamot
- Christineborg Fastigheter AB, styrelseledamot, vd, ordförande
- Becker Industrial Coatings Holding AB, styrelseledamot
- Lindéngruppen Aktiebolag, styrelseledamot, ordförande
- Förvaltningsaktiebolaget Pantheon, styrelseledamot
- AB Wilh. Becker, styrelseledamot, ordförande
- Christineborg Holding AB, styrelseledamot
- Pilskytten Lantbruk Aktiebolag, styrelseledamot, ordförande
- Lampirorus Förvaltning AB, styrelseledamot
- Pumpen 3 i Lund Aktiebolag, styrelseledamot
- Höganäs Holding AB, styrelsesuppleant